# MW (Nederland)
De MW was een zelfbouw-racemotorfiets van Jan Muijlwijk (Rotterdam).
De letters MW komen van de achternaam MuijlWijk.
Hij bouwde in 1953 zijn eerste tweecilinderracer van 125 cc met zelfgegoten carters en een Albion-versnellingsbak. In 1956 verving hij het tweecilinderblok door een eencilinder met roterende inlaat.
Er bestond nog een merk met de naam MW: zie MW (Altenburg).